# La ragazza del balletto
La ragazza del balletto (Das Mädel vom Ballett) è un cortometraggio muto del 1918 diretto da Ernst Lubitsch.

## Trama
Il principe Adolf von Dillingen nomina al teatro di corte un nuovo direttore. Quest'ultimo esamina tutti gli attori che fanno parte della compagnia: la protagonista, l'eroe, i giovani amanti, la madre, il cospiratore, il comico. Mette in pensione l'intero corpo di ballo e nomina prima ballerina Ossi, cosa che entusiasma tutti gli uomini ma mette di malumore le donne che vogliono che la ragazza si trovi un marito e si sposi.

## Produzione
Il film fu prodotto dalla Projektions-AG Union (PAGU).

## Distribuzione
Distribuito dall'Universum Film (UFA), il film - un cortometraggio in tre rulli - uscì nelle sale cinematografiche tedesche presentato all'UT di Berlino il 6 dicembre 1918 con un visto di censura che ne vietava la visione ai minori.